# Hybomitra tetrica
Hybomitra tetrica är en tvåvingeart som först beskrevs av Marten 1883.  Hybomitra tetrica ingår i släktet Hybomitra och familjen bromsar. Inga underarter finns listade i Catalogue of Life.